# Altana (wzgórze)
Altana – najwyższy szczyt (408 m n.p.m.) Garbu Gielniowskiego na Wyżynie Kieleckiej i województwa mazowieckiego.

## Topografia
Leży pomiędzy wsiami Ciechostowice i Hucisko. Według regionalizacji Jerzego Kondrackiego Altana należy do Garbu Gielniowskiego, którego jest najwyższym wzniesieniem. Garb Gielniowski zbudowany jest z piaskowców białych, iłów szarych oraz utworów polodowcowych. 
Podaje się również inną przynależność, według której Altana jest najwyższym wzniesieniem Wzgórz Niekłańsko-Bliżyńskich zaliczanych do Gór Świętokrzyskich. 

## Opis szczytu
Wierzchowina jest płaska i rozległa, kopulasta, zalesiona. Szczyt zwieńczony jest metalową przeciwpożarową wieżą obserwacyjną o wysokości 34 metry, która nie jest udostępniona do zwiedzania. W jej pobliżu znajduje się również drewniany stół i ławy do siedzenia. 

## Szlaki turystyczne
Przez wzgórze przechodzi pieszy zielony szlak turystyczny Ciechostowice - Przysucha PKP. Altana łatwo dostępna jest z przystanku autobusowego w Hucisku, skąd można udać się  w przybliżeniu na południe drogą rolną, przechodzącą w ścieżkę leśną. Droga zajmuje około 1 km, na dystansie którego pokonuje się przewyższenie około 60 metrów. Czas przejścia około 10 minut.
Przez wzgórze przechodzi również znakowany szlak rowerowy.  
Altana należy do Korony Polski (zestawu najwyższych punktów poszczególnych województw Polski), a ponadto, bazując na założeniu, że należy do Gór Świętokrzyskich, należy ona również do Korony Gór Świętokrzyskich.